# Милано—Санремо 2025.
Милано—Санремо 2025. било је 116. издање једнодневне бициклистичке трке, једне од монументалних класика — Милано—Санрема, која је одржана 22. мартз у Италији, као осма трка у оквиру UCI ворлд тура 2025.
Укупна дужине износила је 289 km. Старт је био у Павији, вожено је углавном по равном терену са неколико успона, док су у финишу вожени успони Чипреса и Пођо ди Санремо, чији врх је био на 5,6 km до циља, одакле је вожено на спусту и по равном до циља.
Бранилац титуле је био Јаспер Филипсен, док су највећи фаворити били Метју ван дер Пул и Тадеј Погачар, а поред њих други фаворити су били Филипсен, Мадс Педерсен, Џонатан Милан, Том Пидкок, Филипо Гана и Мајкл Метјуз.
Погачар је напао на 25 km до циља, на успону Чипреса, што су пратили само Ван дер Пул и Гана и јаким темпом су њих тројица срушили рекорд успона за 20 секунди. Погачар је нападао до врха успона Чипреса, а затим и на Пођо ди Санрему, што је Ван дер Пул пратио, а Гана је отпао али их је достигао на спусту у последњем километру. Ван дер Пул је почео први да спринта и побиједио је испред Гане и Погачара, освојивши трку по други пут.

## Тимови
На трци је учествовало 25 тимова, са по седам возача. Свих 18 ворлд тур тимова имало је аутоматску позивницу и били су обавезни да учествују пошто је трка била у ворлд туру прије 2017. године, док су два најбоља про тур тима за претходну сезону такође имали аутоматску позивницу за све ворлд тур трке и трећи за све једнодневне ворлд тур трке, али нису били обавезни да учествују. Лото, Израел—премијер тех и Уно—Х мобилити су били најбољи про тур тимови на крају сезоне 2024. и одлучили су да учествују, док су специјалне позивнице добили ВФ груп—Бардијани—ЦСФ фаизане, Ку 36.5 про сајклинг, Тудор про сајклинг и Солушен тех—Вини фантини.
UCI ворлд тур тимови:
| - Алпесин—декунинк - Аркеа—бб хотелс - Бахреин—викторијус - Визма—лејз а бајк - Групама—ФДЈ - Декатлон АГ2Р ла мондијал - ЕФ едукејшон—изипост - Инеос гренадирс - Интермарше—ванти | - Кофидис - Лидл—трек - Мовистар - Пикник постнл - Ред бул—Бора–ханзго - Судал—Квик-степ - УАЕ тим емирејтс ХРГ - ХДС Астана - Џејко—алула |

UCI про тур тимови:
| - ВФ груп—Бардијани—ЦСФ фаизане - Израел—премијер тех - Ку 36.5 про сајклинг - Лото | - Солушен тех—Вини фантини - Тудор про сајклинг - Уно—Х мобилити |

## Новчане награде и бодови

### Новчане награде
Укупан новчани фонд је износио 50.000 евра и додјељивао се за првих 20 возача. Побједник је добио 20.000 евра, другопласирани 10.000, а трећепласирани 5.000 евра.
| Поз.  | 1.     | 2.     | 3.    | 4.    | 5     | 6—7.  | 8—9.  | 10—20. |
| Износ | 20.000 | 10.000 | 5.000 | 2.500 | 2.000 | 1.500 | 1.000 | 500    |

### Бодови
Бодове у UCI свјетском рангирању добили су првих 60 возача. Побједник трке је добио 800, другопласирани 640, трећепласирани 520, четвртопласирани 440, а петопласирани 360.
| Поз. | 1.  | 2.  | 3.  | 4.  | 5   | 6.  | 7.  | 8.  | 9.  | 10. | 11. | 12. | 13. | 14. | 15. | 16.-20. | 21.-30. | 31.-50. | 51.-55. | 56.-60. |
| Бод. | 800 | 640 | 520 | 440 | 360 | 280 | 240 | 200 | 160 | 135 | 110 | 95  | 85  | 65  | 55  | 50      | 30      | 15      | 10      | 5       |

## Преглед трке
Рута је била слична као за трку 2024. Старт је био у Павији, изван Милана, ишло се углавном по равном, а након првих 230 km током којих је вожен само један успон, ишло се у Сан Лоренцо ал Маре гдје су у последњих 50 km вожена три кратка успона: Капо Мере, Капо Черва и Капо Берта, који су се завршили на 39 km до циља. На 28 km до циља вожен је успон Чипреса дуг 5,6 km, са просјечним нагибом од 4% и максималним нагибом од 7%. На 9 km до циља вожен је успон Пођо ди Санремо укупне дужине 3,7 km, са просјечним нагибом од 4% и са максималним нагибом од 8% на километар до врха.
На почетку трке у бијег су отишли Алесандро Вере, Матис ле Бере, Кристијан Сбараљи, Томасо Ненчини, Марк Стјуарт, Мартин Марчелуси, Баптисте Вестрофер и Филипо Туркони који је био најмлађи возач на трци са 19 година. Они су стекли пет минута предности прије него што је група убрзала, а Лоренс Пичи је учествовао у паду са још четири возача на око 50 km до циља. До почетка успона Чипреса у бијегу су остала само тројица возача, а Мартин Марчелуси је последњи достигнут након што су Тим Веленс и Хонатан Нарваез почели да раде на челу групе за тим УАЕ, иако су остали само њих двојица испред Погачара због пада на почетку успона.
Погачар је напао на успону Чипреса, на 25 km до циља, што су пратили Ван дер Пул, Гана и Ромен Грегоар, који је отпао након што је Погачар поново напао. Због напада и јаког темпа којим су возили, Погачар, Ван дер Пул и Гана су за 20 секунди срушили рекорд на успону Чипреса који су 1996. поставили Габриеле Коломбо и Александер Гонтченков. Погачар је наставио да напада на успону Пођо ди Санремо, Ван дер Пул је пратио, док је Гана отпао и возио својим темпом. Ван дер Пул је напао при врху успона, што је Погачар пратио и прешли су успон заједно. Гана их је достигао у последњем километру, Ван дер Пул је почео да спринта на 300 метара до циља и побиједио је испред Гане, док је Погачар завршио на трећем мјесту. То је била друга побједа за Ван дер Пула на трци, након што је освојио 2023. чиме је постао први возач послије 17 година и Оскара Фреиреа који је освојио трку два пута, док је тим Алпесин—декунинк постао први тим који је освојио трку три године заредом након тима Молтени у периоду од 1970. до 1972. Главна група, у којој је било 37 возача, дошла је на циљ 43 секунде иза прве тројице, а у спринту је побиједио Мајкл Метјуз испред Кејдена Гроувса.
Након трке, медији су писали о великом узбуђењу у борби између Ван дер Пула, Погачара и Гане, часопис L'Équipe је написао да је то било једно од најпамтљивијих издања трке, док је Cycling Weekly написао да је то био епски дуел. Погачар је истакао да је разочаран што није побиједио, изјавивши да не мрзи Милано—Санремо, али да једне године мора да прође како треба.

## Резултати
Трку је стартовало 175 возача, а завршило је 169.
| Позиција | Возач                    | Тим                  | Вријеме    |
| -------- | ------------------------ | -------------------- | ---------- |
| 1.       | Метју ван дер Пул (ХОЛ)  | Алпесин—декунинк     | 6ч 22' 53" |
| 2.       | Филипо Гана (ИТА)        | Инеос гренадирс      | + 0"       |
| 3.       | Тадеј Погачар (СЛО)      | УАЕ тим Емирејтс ХРГ | + 0"       |
| 4.       | Мајкл Метјуз (АУС)       | Џејко—алула          | + 43"      |
| 5.       | Кејден Гроувс (АУС)      | Алпесин—декунинк     | + 43"      |
| 6.       | Магнус Корт Нилсен (ДАН) | Уно—Х мобилити       | + 43"      |
| 7.       | Мадс Педерсен (ДАН)      | Лидл—трек            | + 43"      |
| 8.       | Олав Кој (ХОЛ)           | Визма—лејз а бајк    | + 43"      |
| 9.       | Матео Трентин (ИТА)      | Тудор про сајклинг   | + 43"      |
| 10.      | Фред Рајт (УК)           | Бахреин—викторијус   | + 43"      |

| Резултати (11—169) | Резултати (11—169)             | Резултати (11—169)            | Резултати (11—169) |
| ------------------ | ------------------------------ | ----------------------------- | ------------------ |
| 11.                | Мајк Теунисен (ХОЛ)            | ХДС Астана                    | + 43"              |
| 12.                | Корбин Стронг (НЗЛ)            | Израел—премијер тех           | + 43"              |
| 13.                | Исак дел Торо (МЕК)            | УАЕ тим Емирејтс ХРГ          | + 43"              |
| 14.                | Бинијам Грмај (ЕРИ)            | Интермарше—ванти              | + 43"              |
| 15.                | Алекс Аранбуру (ШПА)           | Кофидис                       | + 43"              |
| 16.                | Бен Тулет (УК)                 | Визма—лејз а бајк             | + 43"              |
| 17.                | Микел Оноре (ДАН)              | ЕФ едукејшон—изипост          | + 43"              |
| 18.                | Едоардо Цамбанини (ИТА)        | Бахреин—викторијус            | + 43"              |
| 19.                | Максим ван Гилс (БЕЛ)          | Ред бул—Бора–ханзго           | + 43"              |
| 20.                | Хон Баренечеа (ШПА)            | Мовистар                      | + 43"              |
| 21.                | Иван Гарсија Кортина (ШПА)     | Мовистар                      | + 43"              |
| 22.                | Симоне Веласко (ИТА)           | ХДС Астана                    | + 43"              |
| 23.                | Јаспер Стојвен (БЕЛ)           | Лидл—трек                     | + 43"              |
| 24.                | Рохер Адрија (ШПА)             | Ред бул—Бора–ханзго           | + 43"              |
| 25.                | Арјен Ливинс (БЕЛ)             | Лото                          | + 43"              |
| 26.                | Каспер Педерсен (ДАН)          | Судал—Квик-степ               | + 43"              |
| 27.                | Винченцо Албанезе (ИТА)        | ЕФ едукејшон—изипост          | + 43"              |
| 28.                | Орлуис Аулар (ВЕН)             | Мовистар                      | + 43"              |
| 29.                | Квентин Паше (ФРА)             | Групама—ФДЈ                   | + 43"              |
| 30.                | Ромен Грегоар (ФРА)            | Групама—ФДЈ                   | + 43"              |
| 31.                | Карлос Канал (ШПА)             | Мовистар                      | + 43"              |
| 32.                | Мауро Шмит (ШВА)               | Џејко—алула                   | + 43"              |
| 33.                | Максимилијан Шахман (ЊЕМ)      | Судал—Квик-степ               | + 43"              |
| 34.                | Виктор Лафај (ФРА)             | Декатлон АГ2Р ла мондијал     | + 43"              |
| 35.                | Атила Валтер (МАЂ)             | Визма—лејз а бајк             | + 43"              |
| 36.                | Рик Плојмерс (ХОЛ)             | Тудор про сајклинг            | + 43"              |
| 37.                | Нилсон Паулес (САД)            | ЕФ едукејшон—изипост          | + 43"              |
| 38.                | Јонас Руч (ЊЕМ)                | Интермарше—ванти              | + 43"              |
| 39.                | Тобијас Халанд Јоханесен (НОР) | Уно—Х мобилити                | + 43"              |
| 40.                | Том Пидкок (УК)                | Ку 36.5 про сајклинг          | + 43"              |
| 41.                | Кевин Вокелен (ФРА)            | Аркеа—бб хотелс               | + 47"              |
| 42.                | Жилијен Алафилип (ФРА)         | Тудор про сајклинг            | + 47"              |
| 43.                | Тобијас Фос (НОР)              | Инеос гренадирс               | + 47"              |
| 44.                | Аксел Лоренс (ФРА)             | Инеос гренадирс               | + 47"              |
| 45.                | Квентин Херманс (БЕЛ)          | Алпесин—декунинк              | + 47"              |
| 46.                | Алекс Кирш (ЛУК)               | Лидл—трек                     | + 1' 29"           |
| 47.                | Ђулио Чиконе (ИТА)             | Лидл—трек                     | + 1' 29"           |
| 48.                | Лоренс Пичи (НЗЛ)              | Ред бул—Бора–ханзго           | + 1' 29"           |
| 49.                | Филипо Цана (ИТА)              | Џејко—алула                   | + 1' 37"           |
| 50.                | Роберт Станард (УК)            | Бахреин—викторијус            | + 1' 37"           |
| 51.                | Матис Лувел (ФРА)              | Израел—премијер тех           | + 1' 58"           |
| 52.                | Пјер Готер (ФРА)               | Декатлон АГ2Р ла мондијал     | + 1' 59"           |
| 53.                | Лука ван Бовен (БЕЛ)           | Интермарше—ванти              | + 2' 24"           |
| 54.                | Торд Гурместад (НОР)           | Декатлон АГ2Р ла мондијал     | + 2' 38"           |
| 55.                | Давиде Балерини (ИТА)          | ХДС Астана                    | + 2' 38"           |
| 56.                | Фредрик Дверснес (НОР)         | Уно—Х мобилити                | + 2' 38"           |
| 57.                | Алберто Бетиол (ИТА)           | ХДС Астана                    | + 2' 38"           |
| 58.                | Франческо Бусато (ИТА)         | Интермарше—ванти              | + 2' 38"           |
| 59.                | Маркус Хоелгорд (НОР)          | Уно—Х мобилити                | + 2' 38"           |
| 60.                | Јено Беркмес (БЕЛ)             | Лото                          | + 2' 38"           |
| 61.                | Душан Рајовић (СРБ)            | Солушен тех—Вини фантини      | + 2' 38"           |
| 62.                | Гонзало Серано (ШПА)           | Мовистар                      | + 2' 38"           |
| 63.                | Фабио Кристен (ШВА)            | Ку 36.5 про сајклинг          | + 2' 38"           |
| 64.                | Џон Дегенколб (ЊЕМ)            | Пикник постнл                 | + 2' 38"           |
| 65.                | Лоренцо Милези (ИТА)           | Мовистар                      | + 2' 38"           |
| 66.                | Мадис Микелс (ЕСТ)             | ЕФ едукејшон—изипост          | + 2' 38"           |
| 67.                | Дијего Улиси (ИТА)             | ХДС Астана                    | + 2' 38"           |
| 68.                | Јевгениј Федоров (КАЗ)         | ХДС Астана                    | + 2' 38"           |
| 69.                | Филипо Фјорели (ИТА)           | ВФ груп—Бардијани—ЦСФ фаизане | + 2' 38"           |
| 70.                | Тибо Герналек (ФРА)            | Аркеа—бб хотелс               | + 2' 38"           |
| 71.                | Николас Зуковски (КАН)         | Ку 36.5 про сајклинг          | +2' 38"            |
| 72.                | Марко Халер (АУТ)              | Тудор про сајклинг            | + 2' 25"           |
| 73.                | Хонатан Ластра (ШПА)           | Кофидис                       | + 2' 38"           |
| 74.                | Давиде де Прето (ИТА)          | Џејко—алула                   | + 2' 28"           |
| 75.                | Ентони Делаплас (ФРА)          | Аркеа—бб хотелс               | + 2' 38"           |
| 76.                | Кевин Вермарке (САД)           | Пикник постнл                 | +2' 38"            |
| 77.                | Висенте Рохас (ЧИЛ)            | ВФ груп—Бардијани—ЦСФ фаизане | + 2' 38"           |
| 78.                | Оливер Насен (БЕЛ)             | Декатлон АГ2Р ла мондијал     | + 2' 38"           |
| 79.                | Кирило Царенко (УКР)           | Солушен тех—Вини фантини      | + 3' 52"           |
| 80.                | Дамијано Карузо (ИТА)          | Бахреин—викторијус            | + 2' 38"           |
| 81.                | Џонатан Милан (ИТА)            | Лидл—трек                     | + 2' 38"           |
| 82.                | Раул Гарсија Пиерна (ШПА)      | Аркеа—бб хотелс               | + 2' 44"           |
| 83.                | Јакоб Фуглсанг (ДАН)           | Израел—премијер тех           | + 2' 44"           |
| 84.                | Ворен Барги (ФРА)              | Пикник постнл}}               | + 2' 44"           |
| 85.                | Хонатан Нарваез (ЕКВ)          | УАЕ тим Емирејтс ХРГ          | + 2' 44"           |
| 86.                | Кевин Женије (ЛУК)             | Групама—ФДЈ                   | + 2' 44"           |
| 87.                | Виктор Кампенартс (БЕЛ)        | Визма—лејз а бајк             | + 2' 55"           |
| 88.                | Матија Катанео (ИТА)           | Судал—Квик-степ               | + 3' 20"           |
| 89.                | Хари Свини (АУС)               | ЕФ едукејшон—изипост          | + 3' 20"           |
| 90.                | Бјерн Керт (УК)                | Пикник постнл                 | + 4' 37"           |
| 91.                | Крис Хамилтон (АУС)            | Пикник постнл                 | + 4' 37"           |
| 92.                | Џеки Стјуарт (УК)              | Израел—премијер тех           | + 4' 39"           |
| 93.                | Шон Флајн (УК)                 | Пикник постнл                 | + 5' 02"           |
| 94.                | Свен Ерик Бистрем (НОР)        | Групама—ФДЈ                   | + 5' 02"           |
| 95.                | Сандер де Пестел (БЕЛ)         | Декатлон АГ2Р ла мондијал     | + 5' 02"           |
| 96.                | Милан Вадер (МАЂ)              | Ку 36.5 про сајклинг          | + 5' 02"           |
| 97.                | Тибо Герл (ФРА)                | Групама—ФДЈ                   | + 5' 02"           |
| 98.                | Пјер Андре Коте (КАН)          | Израел—премијер тех           | + 5' 02"           |
| 99.                | Ђани Москон (ИТА)              | Ред бул—Бора–ханзго           | + 5' 02"           |
| 100.               | Матеј Мохорич (СЛО)            | Бахреин—викторијус            | + 5' 02"           |
| 101.               | Мануеле Тароци (ИТА)           | ВФ груп—Бардијани—ЦСФ фаизане | + 5' 45"           |
| 102.               | Роберто Карлос Гонзалес (ПАН)  | Солушен тех—Вини фантини      | + 5' 51"           |
| 103.               | Себастјен Грињар (БЕЛ)         | Лото                          | + 5' 51"           |
| 104.               | Виктор Герналек (ФРА)          | Аркеа—бб хотелс               | + 5' 51"           |
| 105.               | Марк Донован (УК)              | Ку 36.5 про сајклинг          | + 6' 03"           |
| 106.               | Тим Веленс (БЕЛ)               | УАЕ тим Емирејтс ХРГ          | + 6' 03"           |
| 107.               | Пепајн Рајндеринк (ХОЛ)        | Судал—Квик-степ               | + 6' 03"           |
| 108.               | Андреа Пасквалон (ИТА)         | Бахреин—викторијус            | + 6' 36"           |
| 109.               | Аксел Зингл (ФРА)              | Визма—лејз а бајк             | + 6' 58"           |
| 110.               | Герент Томас (УК)              | Инеос гренадирс               | + 7' 08"           |
| 111.               | Лука Палети (ИТА)              | ВФ груп—Бардијани—ЦСФ фаизане | + 7' 08"           |
| 112.               | Марко Фриго (ИТА)              | Израел—премијер тех           | + 7' 08"           |
| 113.               | Алесио Мартинели (ИТА)         | ВФ груп—Бардијани—ЦСФ фаизане | + 7' 08"           |
| 114.               | Баптисте Вестрофер (ФРА)       | Лото                          | + 7' 08"           |
| 115.               | Јаша Ситерлин (ЊЕМ)            | Џејко—алула                   | + 7' 08"           |
| 116.               | Пол Орселен (ФРА)              | Кофидис                       | + 7' 08"           |
| 117.               | Андерс Халанд Јоханесен (НОР)  | Уно—Х мобилити                | + 7' 08"           |
| 118.               | Јан Мас (ХОЛ)                  | Кофидис                       | + 7' 08"           |
| 119.               | Андреа Бађиоли (ИТА)           | Лидл—трек                     | + 7' 08"           |
| 120.               | Јакопо Моска (ИТА)             | Лидл—трек                     | + 7' 08"           |
| 121.               | Нолан Маудо (ФРА)              | Кофидис                       | + 7' 08"           |
| 122.               | Андерс Скорсет (НОР)           | Уно—Х мобилити                | + 7' 08"           |
| 123.               | Камил Градек (ПОЉ)             | Бахреин—викторијус            | + 7' 08"           |
| 124.               | Мартин Марчелуси (ИТА)         | ВФ груп—Бардијани—ЦСФ фаизане | + 7' 08"           |
| 125.               | Серхио Самитиер (ШПА)          | Кофидис                       | + 9' 15"           |
| 126.               | Емилс Лиепинш (ЛЕТ)            | Ку 36.5 про сајклинг          | + 10' 19"          |
| 127.               | Марко Бренер (ЊЕМ)             | Тудор про сајклинг            | + 10' 19"          |
| 128.               | Макс Вокер (УК)                | ЕФ едукејшон—изипост          | + 10' 19"          |
| 129.               | Јозеф Черни (ЧЕШ)              | Судал—Квик-степ               | + 10' 19"          |
| 130.               | Бен Свифт (УК)                 | Инеос гренадирс               | + 10' 19"          |
| 131.               | Ромен Комбо (ФРА)              | Пикник постнл                 | + 10' 19"          |
| 132.               | Конор Свифт (УК)               | Инеос гренадирс               | + 10' 19"          |
| 133.               | Фабијан Линхард (ШВА)          | Тудор про сајклинг            | + 10' 19"          |
| 134.               | Нилс Полит (ЊЕМ)               | УАЕ тим Емирејтс ХРГ          | + 10' 19"          |
| 135.               | Јонас Абрахамсон (НОР)         | Уно—Х мобилити                | + 10' 19"          |
| 136.               | Клемен Русо (ФРА)              | Групама—ФДЈ                   | + 10' 19"          |
| 137.               | Луис Аски (УК)                 | Групама—ФДЈ                   | + 10' 19"          |
| 138.               | Кристијан Сбараљи (ИТА)        | Солушен тех—Вини фантини      | + 10' 19"          |
| 139.               | Тако ван дер Хорн (ХОЛ)        | Интермарше—ванти              | + 10' 19"          |
| 140.               | Ксандро Морис (БЕЛ)            | Алпесин—декунинк              | + 10' 19"          |
| 141.               | Дени ван Попел (ХОЛ)           | Ред бул—Бора–ханзго           | + 10' 19"          |
| 142.               | Манило Моро (ИТА)              | Мовистар                      | + 10' 19"          |
| 143.               | Николас Винокуров (КАЗ)        | ХДС Астана                    | + 10' 19"          |
| 144.               | Ксабијер Азпарен (ШПА)         | Ку 36.5 про сајклинг          | + 10' 19"          |
| 145.               | Тош ван дер Санде (БЕЛ)        | Визма—лејз а бајк             | + 10' 19"          |
| 146.               | Данијел Маклеј (УК)            | Визма—лејз а бајк             | + 10' 19"          |
| 147.               | Ајко Бастианс (БЕЛ)            | Судал—Квик-степ               | + 10' 19"          |
| 148.               | Џошуа Гидинс (УК)              | Лото                          | + 10' 19"          |
| 149.               | Џарад Дризнерс (АУС)           | Лото                          | + 10' 19"          |
| 150.               | Орелин Паре Пентре (ФРА)       | Декатлон АГ2Р ла мондијал     | + 10' 19"          |
| 151.               | Бастјен Тронхон (ФРА)          | Декатлон АГ2Р ла мондијал     | + 10' 19"          |
| 152.               | Марк Стјуарт (УК)              | Солушен тех—Вини фантини      | + 10' 19"          |
| 153.               | Феликс Енгелхарт (ЊЕМ)         | Џејко—алула                   | + 12' 18"          |
| 154.               | Аластер Макелар (АУС)          | ЕФ едукејшон—изипост          | + 12' 18"          |
| 155.               | Патрик Гампер (АУТ)            | Џејко—алула                   | + 12' 32"          |
| 156.               | Рајан Мулен (ИРС)              | Ред бул—Бора–ханзго           | + 12' 32"          |
| 157.               | Бен Тарнер (УК)                | Инеос гренадирс               | + 12' 32"          |
| 158.               | Матис ле Бере (ФРА)            | Аркеа—бб хотелс               | + 12' 32"          |
| 159.               | Филип Маћејук (ПОЉ)            | Ред бул—Бора–ханзго           | + 12' 41"          |
| 160.               | Алесандро Вере (ИТА)           | Аркеа—бб хотелс               | + 15' 56"          |
| 161.               | Филипо Туркони (ИТА)           | ВФ груп—Бардијани—ЦСФ фаизане | + 15' 57"          |
| 162.               | Лоренц Рекс (БЕЛ)              | Интермарше—ванти              | + 16' 48"          |
| 163.               | Јаспер Филипсен (БЕЛ)          | Алпесин—декунинк              | + 16' 48"          |
| 164.               | Дамјен Тузе (ФРА)              | Кофидис                       | + 16' 55"          |
| 165.               | Александер Крајгер (ЊЕМ)       | Тудор про сајклинг            | + 18' 48"          |
| 166.               | Том Пако (БЕЛ)                 | Интермарше—ванти              | + 18' 48"          |
| 167.               | Оскар Рисебек (ХОЛ)            | Алпесин—декунинк              | + 18' 48"          |
| 168.               | Феликс Џејмс Мео (НЗЛ)         | Солушен тех—Вини фантини      | + 18' 48"          |
| 169.               | Вегард Стаке Ленген (НОР)      | УАЕ тим Емирејтс ХРГ          | + 18' 48"          |

| Нису завршили | Нису завршили        | Нису завршили            | Нису завршили |
| —             | Возач                | Тим                      | Вријеме       |
| ------------- | -------------------- | ------------------------ | ------------- |
| —             | Сајмон Кларк (АУС)   | Израел—премијер тех      |               |
| —             | Седрик Беленс (БЕЛ)  | Лото                     |               |
| —             | Томасо Ненчини (ИТА) | Солушен тех—Вини фантини |               |
| —             | Мартин Сврчек (СВК)  | Судал—Квик-степ          |               |
| —             | Домен Новак (СЛО)    | УАЕ тим Емирејтс ХРГ     |               |
| —             | Силван Дилијер (БЕЛ) | Алпесин—декунинк         |               |